# Freddie Stroma
Freddie Stroma est né le 8 janvier 1987 à Londres, est un acteur et mannequin britannique
Il est surtout connu pour avoir joué Cormac McLaggen dans les trois derniers volets de la saga Harry Potter, ainsi que pour son rôle dans la série Unreal. Et Adrian Chase/Vigilante dans la série Peacemaker du DC Extended Universe.

## Biographie
Frederic Wilhelm C.J. Sjöström naît à Londres en Angleterre, le 8 janvier 1987. Il est le fils de Stefan Sjöström, un informaticien d'origine suédoise et de Crystal Sjöström, d'origine allemande. Il a une sœur plus âgée, nommée Antonia Sjöström et un frère plus jeune, nommé Philipp Sjöström. Il a grandi à Ascot, dans le Berkshire.
Il a étudié au Radley College dont il est sorti diplômé en 2005, puis il a étudié les neurosciences à l'University College London (UCL), où il obtenu son diplôme en 2009.

## Carrière
Freddie Stroma début sur le petit écran, en 2006, dans la série télévisée Mayo, puis dans Casualty. En 2008 il fait ses premiers au cinéma avec Lady Godiva. Mais c'est en 2009, en obtenant le rôle de Cormac McLaggen dans Harry Potter et le Prince de sang-mêlé qu'il se fait connaître du grand public. On le retrouvera lors des deux derniers volets de la saga Harry Potter.
En 2012 il joue dans The Hit Girls.
De 2015 à 2016, il interprète Adam Cromwell dans la série Unreal.
En 2016, il joue dans un épisode de la sixième saison de Game of Thrones. Il obtient le rôle d'H.G Wells pour la série de Kevin Williamson : Time After Time, aux côtés de Joshua Bowman et Génesis Rodríguez, prévue pour 2017 sur ABC.
En 2020, il interprète Frédéric de Prusse dans plusieurs épisodes de La Chronique des Bridgerton.
En 2021, il interprète Adrian Chase/Vigilante dans la série Peacemaker.

## Vie privée
Depuis l'été 2015, il est en couple avec l'actrice Johanna Braddy, qu'il a rencontré sur le tournage d'Unreal. En mai 2016, ils annoncent leurs fiançailles après un an de vie commune. Le 30 décembre 2016, ils se sont mariés dans la salle des fêtes The Stables du Foxhall Resort and Sporting Club d'Atlanta, en Géorgie.

## Filmographie

### Cinéma

#### Longs métrages
- 2008 : Lady Godiva de Vicky Jewson : Matt
- 2009 : Harry Potter et le Prince de sang-mêlé (Harry Potter and the Half-Blood Prince) de David Yates : Cormac McLaggen
- 2010 : 4.3.2.1 de Noel Clarke et Mark Davis : Cool Brett
- 2010 : Harry Potter et les Reliques de la Mort : 1re partie (Harry Potter and the Deathly Hallows : Part 1) de David Yates : Cormac McLaggen
- 2011 : Harry Potter et les Reliques de la Mort : 2e partie (Harry Potter and the Deathly Hallows : Part 2) de David Yates : Cormac McLaggen
- 2011 : Comme Cendrillon : Il était une chanson (A Cinderella Story: Once Upon a Song) de Damon Santostefano : Luke Morgan
- 2012 : The Hit Girls (Pitch Perfect) de Jason Moore : Luke
- 2013 : The Philosophers (After the Dark) de John Huddles : Jack
- 2014 : Extraterrestrial de Colin Minihan : Kyle
- 2014 : The Inbetweeners 2 de Damon Beesley et Iain Morris : Ben
- 2016 : 13 Hours (13 Hours : The Secret Soldiers of Benghazi) de Michael Bay : Brit Vayner
- 2018 : Seconde Chance (Second Act) : Rob Ebsen

### Télévision

#### Séries télévisées
- 2006 : Mayo : Lucas Harper (1 épisode)
- 2006 : Casualty : James Huppert (1 épisode)
- 2015-2016 : Unreal : Adam Cromwell (12 épisodes)
- 2016 : Game of Thrones : Dickon Tarly (épisode 6, saison 6)
- 2017 : Time After Time : H. G. Wells (12 épisodes)
- 2018 : Dead Inside : Zach Gates (1 épisode)
- 2019 : Grand Hotel : Oliver (2 épisodes)
- 2020 : Les Chroniques des Bridgerton : Frédéric de Prusse (3 épisodes)
- 2021 : The Crew : Jack
- 2022 : Peacemaker : Adrian Chase / Vigilante

#### Téléfilm
- 2007 : The Last Flight to Kuwait : Gregor Schatz